# Ганджи-Даре

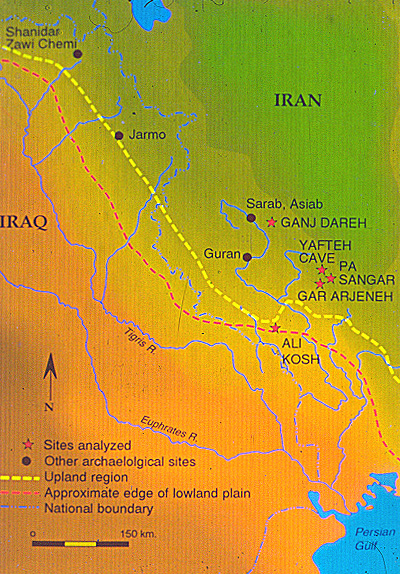
Местоположение Ганджи-Даре и других центров раннего скотоводства.

Ганджи-Даре (перс. تپه گنج دره‎ «долина сокровищ») — поселение эпохи неолита на территории Иранского Курдистана, к востоку от города Керманшах, в центральной части горного массива Загрос.
Стоянка Ганджи-Даре была впервые открыта археологами в 1965 году. В 1960-70-е годы, вплоть до Иранской революции, её раскопки проводил канадский археолог Филип Смит.
Остатки наиболее древнего поселения датируются около 10 000 лет назад, (VIII-VII тыс. до н. э) и являются наиболее ранними свидетельствами одомашнивания козы в мире.
Находки распределены по 5 уровням обитания, от A (верхнего) до E. Известна керамика (строительный кирпич, чаши, сосуды, фигурки животных). Захоронения умерших производились внутри поселения.

## Палеогенетика
У неолитических обитателей Ганджи-Даре были обнаружены Y-хромосомные гаплогруппы CT, P1 (xQ, R1b1a2, R1a1a1b1a1b, R1a1a1b1a3a, R1a1a1b2a2a) (по другим данным R2a-Y3399 и pre-R2-M479, по уточнённым данным, у четырёх образцов из Ганджи-Даре (8200-7800 BCE) определили Y-хромосомную гаплогруппу R2a-preY3399) и митохондриальные гаплогруппы X2, J1c10.
У обитательницы Ганджи-Даре, жившей в 1430—1485 годах (430±30 л. н.), была определена митохондриальная гаплогруппа U1a1.